# Supercanje magnético
El supercanje magnético o superintercambio magnético es el tipo de canje que se da a través de un intermediario, como un ligando puente (sea un átomo o una molécula). A diferencia del canje magnético directo, que tiene lugar entre los orbitales magnéticos de los metales, el supercanje exige la participación de orbitales de otros átomos.
En la práctica, en la mayor parte de los sistemas se da supercanje, más que canje, ya que las distancias interatómicas suelen ser demasiado elevadas como para que el solapamiento entre orbitales magnéticos sea significativo.